# Boeing 787 Dreamliner
A Boeing 787 Dreamliner (fejlesztési nevén 7E7 vagy Y2) a Boeing Commercial Airplanes legújabb hosszútávú, közepes méretű, széles törzsű, két hajtóműves utasszállító repülőgépe, melyet az Amerikai Egyesült Államokban terveztek és gyártanak. Különböző változataiban 242-335 utas fér el, három osztályon. Ez az első utasszállító repülőgép, amelynek törzse nagy része kompozitanyagokból készült. Úgy tervezték, hogy 20%-kal kevesebb üzemanyagot fogyasszon, mint a Boeing 767. A gép típusjogosítása azonos a nagyobb Boeing 777 repülőgéppel, így a 777-et vezetni jogosult pilóta ezt is vezetheti.
A Boeing a Yellowstone Project keretében több korábbi gyártmányát, a Boeing 757, Boeing 767 és a Boeing 777–200 típusokat tervezte leváltani egyetlen géppel, konkurenciát állítva ezzel az Airbus A330-nak. Eredetileg a Sonic Cruiserrel tervezték ezt, de a 2001. szeptember 11-ei terrortámadás után a légitársaságok olcsóbban üzemeltethető repülőgépeket szerettek volna vásárolni, hogy az alacsony árakkal visszahódítsák az elbátortalanodott utasokat, ezért a Sonic Cruiser fejlesztését leállították, és egy konvencionálisabb repülőgép fejlesztésébe fogtak. A korszerű hajtóművek kevesebbet fogyasztanak, a nagy mennyiségű kompozit anyag miatt a repülőgép szerkezete könnyebb lesz, így olcsóbbá válik az üzemeltetés, és csökken a károsanyag-kibocsátás. A repülőgépen a megszokottnál nagyobb ablakok vannak, a kabinbelső is eltér a megszokottól.
A repülőgép a fejlesztés során eredetileg a 7E7 nevet viselte, 2005 januárjában kapta végleges nevét. Az első példányt 2007. július 8-án mutatták be a Boeing everetti gyárában. Fejlesztése és gyártása során a Boeing világszerte számos beszállítóval működött együtt. A gépek összeszerelése a Boeing everetti gyárában (a Washington állambeli Everettben), valamint a cég dél-karolinai gyárában (a dél-karolinai Észak-Charlestonban) zajlik. A gépek az eredeti tervek szerint 2008 májusában kerültek volna forgalomba, de a fejlesztés jelentős késésbe került, ami miatt 2009 elejéig 33 gép megrendelését mondták vissza a légitársaságok. Végül 2009. december 15-én került sor az első Dreamliner repülésére. A próbarepülések 2011 közepéig zajlottak. A programra a Boeing 32 milliárd amerikai dollárt költött.
A repülő 2011 augusztusában kapta meg a típusengedélyt az Amerikai Szövetségi Légügyi Hatóságtól (FAA) és az Európai Repülésbiztonsági Ügynökségtől (EASA). Az első 787-8-as gépet 2011 szeptemberében szállították le első megrendelőjének, a japán All Nippon Airwaysnek, ahol 2011. október 26-ától teljesít járatokat. A gép hosszabb változata, a 787-9, amely hat méterrel hosszabb és 833 kilométerrel hosszabb távot tud megtenni, 2013 szeptemberében repült először, 2014 júliusában kezdték leszállítani a megrendelőknek, és 2014. augusztus 7-étől teljesít járatokat, szintén az All Nippon Airways gépeként; első megrendelője, az Air New Zealand két nappal később repült vele először. 2017 júniusáig 67 légitársaság rendelt a gépből, összesen 1275 darabot, a legnagyobb megrendelő az All Nippon Airways. Európában először a LOT lengyel légitársaság vásárolt belőle.

Az Airbus a repülőgép fejlesztésének hírére kezdte meg az Airbus A350 tervezését, amelyet konkurenciájának szán.
A Boeing 2018. december 13-án adta át a 787. Boeing 787-es repülőgépet.

## Elnevezése
A repülőgép hivatalos fantázianeve, a Dreamliner egy szójáték, az angol dream ’álom’ és az airliner ’[kereskedelmi] utasszállító repülőgép’ összevonása. A liner jelentése ezenkívül lehet ’óceánjáró [hajó]’ is, tehát a Dreamliner legpontosabb magyar fordítása ’Álomjáró’ lehetne. A Dreamliner elnevezés közönségszavazás eredményeként született, amelyet 2003-ban tartottak a típus fejlesztése során. A legtöbb szavazatot kapott jelöltek között szerepeltek még az eLiner, Global Cruiser és Stratoclimber fantázianevek is, azonban a Dreamliner nyert 500.000 szavazattal. 

## Fejlesztéstörténet
- 2005. január 28.: Boeing 7E7 program elindítása.
- 2005. szeptember: Megszületik a végleges döntés egy forradalmian új utasszállító repülőgép fejlesztéséről.
- 2005. szeptember: Bemutatkozik a Dreamliner pilótafülkéje.
- 2006. június: Boeing elkészíti a Dreamliner végleges terveinek huszonöt százalékát.
- 2006. december 6.: Boeing 787 Dreamliner virtuális példányának bemutatója.
- 2007. február: A Dreamlifter nevet kapta a Boeing átalakított 747 LFC (Large Cargo Freighter) változata, amelynek feladata a B787-es alkatrészeinek szállítása.
- 2007. március: Elkészül a második átalakított Boeing 747-400LFC Dreamlifter.
- 2007. május 21.: Megkezdik az első Boeing 787 végszerelését a Boeing everetti szerelőcsarnokában.
- 2007. július 8.: Bemutatkozik a Boeing 787 Dreamliner.
- 2008. június 20.: Sikeres "Power ON" (repülőgép bekapcsolása)
- 2008. július 2.: Sikeres szerkezeti teszt
- 2008. szeptember 27.: Sikeres túlnyomás teszt
- 2008. november 15.: Sikeres szárny terhelés teszt
- 2009. május 21.: Első hajtómű beindítás teszt
- 2009 júliusában egy terheléses teszt során az átlagos körülmények közt fellépő terhelést is csak nehezen viselte el az új Boeing, ezért el kellett halasztani az első felszállást.[3]
- 2009. december 15.: Magyar idő szerint 19.30 órakor első felszállása a seattle-i Boeing Field repülőtérről
- 2011. szeptember 25.: Az első üzemeltető (a japán All Nippon Airways) átveszi az első gépét
- 2013. szeptember 17.: Felszáll a hosszabb törzsű 787-9-es
- 2014. augusztus 9.: Az Air New Zeland forgalomba állítja a hosszabb törzsű 787-9-est
- 2015. január : Az ANA 3 db 787-10-est rendel így a japán társaság lesz az első aki a 787-es minden változatát üzemelteti

## Fejlesztési irányelvei

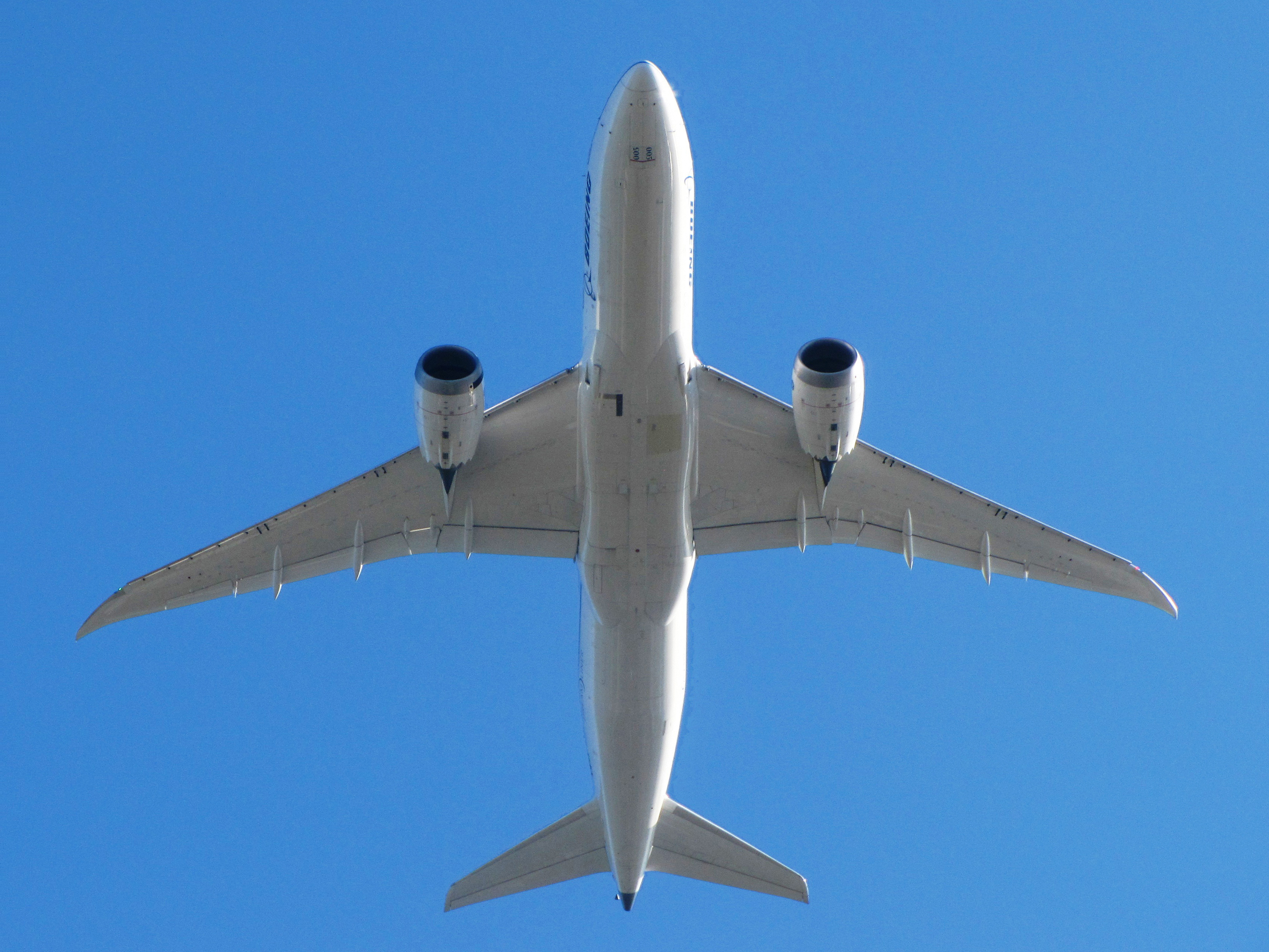
Boeing 787-8 felszállása a Boeing telephelyéről

A 787-es fejlesztésének fő jellemzője volt a repülőgép súlyának csökkentése. A repülőgép 80%-ban kompozitanyagokból épült. A repülőgépbe épített anyagok súly szerint csökkenő sorrendben a következőek: 50% kompozit anyagokból, 20% alumínium, 15% titán, 10% acél, és 5% egyéb. Alumíniumot a szárnyak és a farokrész éleinél, titánt elsősorban a hajtóművekben és a rögzítő elemeknél, bizonyos helyeken pedig acélt használtak. Külső jellemzői a felkanyarított szárnyvég és a zajcsökkentő fogazott élű hajtóműburkolat. A legnagyobb hatótávolságú változata 15 750 km-t tud egy üzemanyag tankkal repülni, ami elég Los Angeles-Bangkok vagy New York-Hongkong út megtételére. Utazási sebessége 0.85 Mach (ami 903 km/h a szokásos utazási magasságban).

### Fedélzeti rendszerei
A 787-es fedélzeti rendszerei között a legfigyelemreméltóbb az új hatékony elektronikus architektúra, ami a korábbi sűrített levegő és hidraulikán alapuló részeket, elektromos kompresszorokkal és pumpákkal váltja le, valamint teljesen megszüntette a pneumatikus és hidraulikát néhány alrendszerben (pl hajtómű indító vagy fékek). A 787-es másik újdonsága az elektronikus szárnyfűtés, ami elektrotermikusan fűti a szárny felületét - ezzel váltották le a korábban megszokott forró levegővel fűtő rendszert.

## Technikai adatok

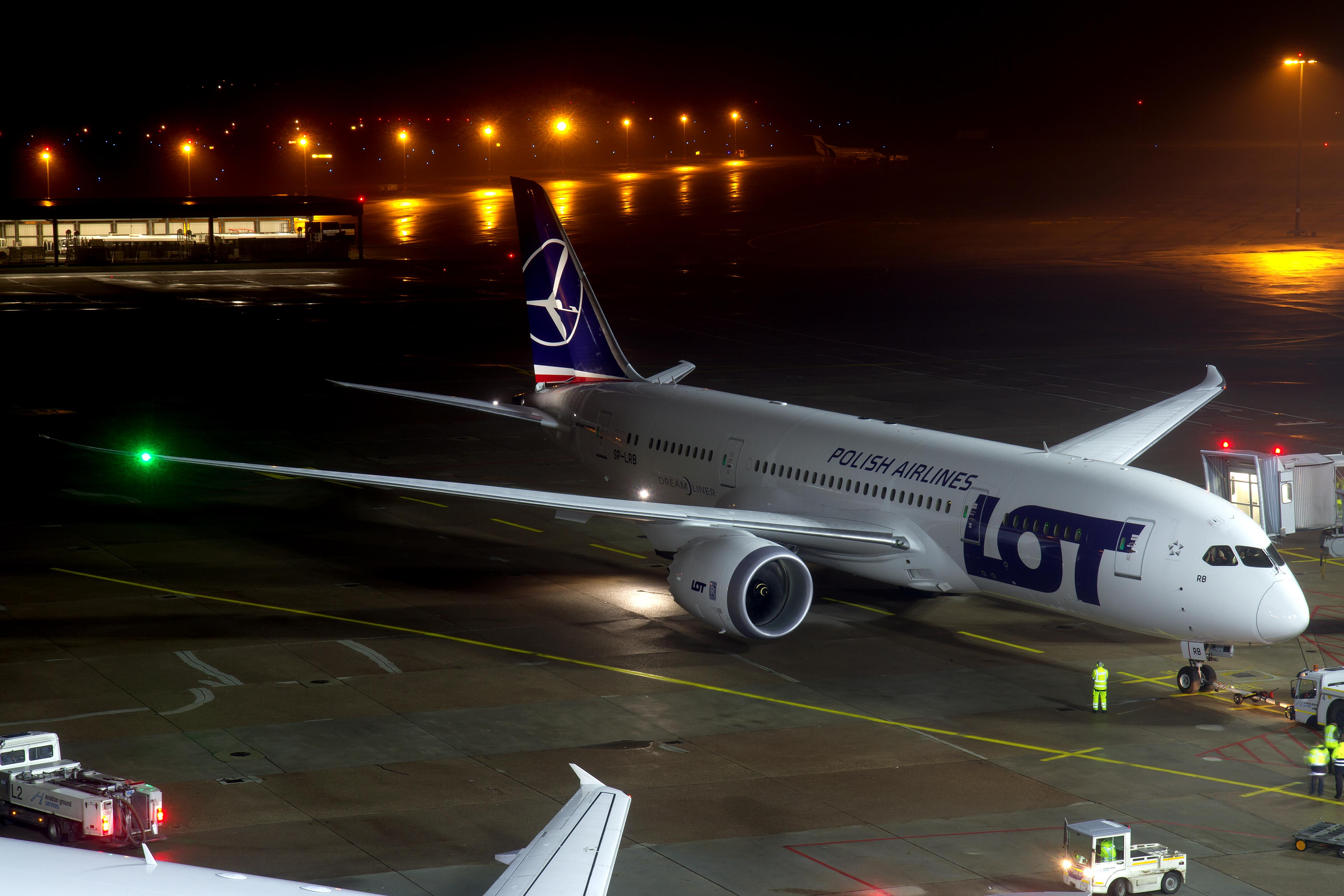
787-8 LOT Polish Airlines

2010-ben a Boeing bejelentette, hogy az alacsony számú rendelés miatt nem kezdik el a 787-3 fejlesztését.
| Model                    | 787-3                                             | 787-8                                             | 787-9                                             | 787-10                                            |
| ------------------------ | ------------------------------------------------- | ------------------------------------------------- | ------------------------------------------------- | ------------------------------------------------- |
| Személyzet               | 2 fő                                              | 2 fő                                              | 2 fő                                              | 2 fő                                              |
| Utasszám                 | 210–250 fő                                        | 250–290 fő                                        | 290–330 fő                                        | 323 fő(3 osztályos elrendezésben)                 |
| Hossz                    | 57 m                                              | 57 m                                              | 63 m                                              | 68,3 m                                            |
| Szárnyfesztávolság       | 52 m                                              | 60 m                                              | 63 m                                              | 60,1 m                                            |
| Magasság                 | 16,92 m                                           | 16,92 m                                           | 16,92 m                                           | 17 m                                              |
| Törzsmagasság            | 5,91 m                                            | 5,91 m                                            | 5,91 m                                            | 5,91 m                                            |
| Törzsszélesség           | 5,75 m                                            | 5,75 m                                            | 5,75 m                                            | 5,75 m                                            |
| Kabinszélesség           | 5,49 m                                            | 5,49 m                                            | 5,49 m                                            | 5,49 m                                            |
| Szerkezeti tömeg         | 101 151 kg                                        | 109 769 kg                                        | 115 212 kg                                        | -                                                 |
| Tankolható üzemanyag     | 126 206 l (101 323 kg)                            | 126 206 l (101 323 kg)                            | 126 206 l (101 323 kg)                            | 138 700 l                                         |
| Maximális felszállótömeg | 165 107 kg                                        | 219 538 kg                                        | 244 940 kg                                        | 253 000 kg                                        |
| Utazósebesség            | 0,85 Mach (903 km/h)                              | 0,85 Mach (903 km/h)                              | 0,85 Mach (903 km/h)                              | 0,85 Mach (903 km/h)                              |
| Maximális sebesség       | 0,89 Mach (945 km/h)                              | 0,89 Mach (945 km/h)                              | 0,89 Mach (945 km/h)                              | 0,89 Mach (945 km/h)                              |
| Hatótávolság             | 4650 – 5650 km                                    | 14 200 – 15 200 km                                | 14 800 – 15 750 km                                | 13 000 km                                         |
| Repülési magasság        | 13 106 m                                          | 13 106 m                                          | 13 106 m                                          | 13 106 m                                          |
| Hajtóművek (2x)          | General Electric GEnx vagy Rolls-Royce Trent 1000 | General Electric GEnx vagy Rolls-Royce Trent 1000 | General Electric GEnx vagy Rolls-Royce Trent 1000 | General Electric GEnx vagy Rolls-Royce Trent 1000 |
| Maximális tolóerő        | 235,8 kN                                          | 284,7 kN                                          | 311,4 kN                                          | 340 kN                                            |

## Megrendelők
2023. március 31-ével a légitársaságok összesen 1629 darab 787-est rendeltek:
|               |               | 2004 | 2005 | 2006 | 2007 | 2008 | 2009 | 2010 | 2011 | 2012 | 2013 | 2014 | 2015 | 2016 | 2017 | 2018 | 2019 | 2020 | 2021 | 2022 | 2023 | Total |
| Megrendelések | Megrendelések | 56   | 235  | 157  | 369  | 93   | −59  | −4   | 13   | −12  | 182  | 41   | 71   | 58   | 94   | 109  | 82   | 20   | −11  | 114  | 21   | 1629  |
| Leszállítások | 787–8         | –    | –    | –    | –    | –    | –    | –    | 3    | 46   | 65   | 104  | 71   | 35   | 26   | 10   | 10   | 5    | 2    | 9    | 2    | 388   |
| Leszállítások | 787–9         | –    | –    | –    | –    | –    | –    | –    | –    | –    | –    | 10   | 64   | 102  | 110  | 120  | 114  | 36   | 12   | 10   | 6    | 584   |
| Leszállítások | 787–10        | –    | –    | –    | –    | –    | –    | –    | –    | –    | –    | –    | –    | –    | –    | 15   | 34   | 12   | –    | 12   | 3    | 76    |
| Leszállítások | Összesen      | –    | –    | –    | –    | –    | –    | –    | 3    | 46   | 65   | 114  | 135  | 137  | 136  | 145  | 158  | 53   | 14   | 31   | 11   | 1048  |

- Aeromexico 2 darab
- Air Canada 14 darab
- Air China 15 darab
- Air India 27 darab
- Air New Zealand 8 darab
- Air Pacific 5 darab
- ALAFCO 12 darab
- ANA 50 darab
- Arik Air 7 darab
- Arkia Israel Airlines 4 darab
- Azerbaijan Airlines 3 darab
- British Airways 24 darab
- China Eastern Airlines 15 darab
- Ethiopian Airlines 10 darab
- Etihad Airways 35 darab
- First Choice 12 darab
- Garuda Indonesia 10 darab
- Hainan Airlines 8 darab
- Icelandair 14 darab

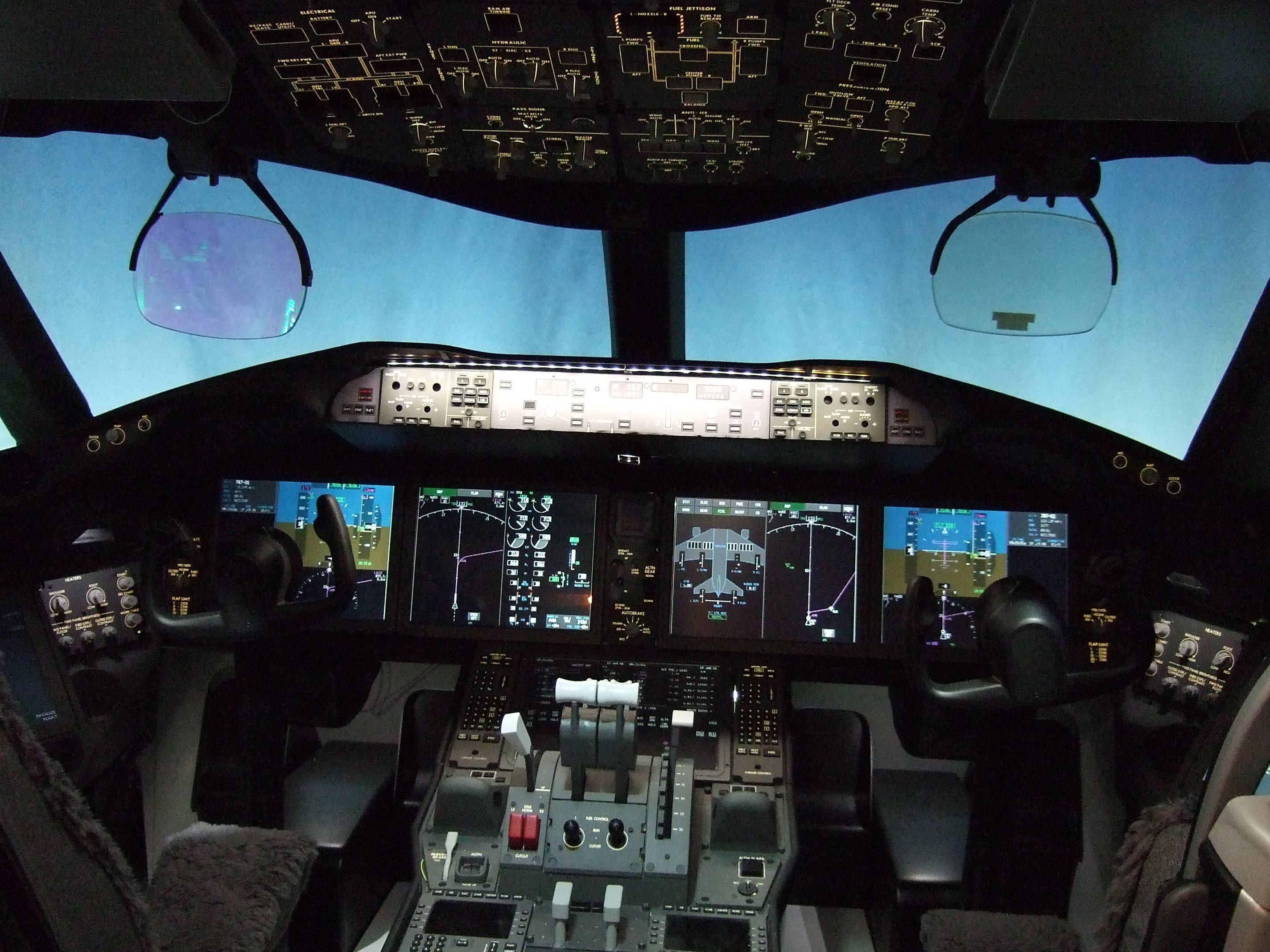
A gép pilótafülkéje. A pilóták ablaka elé felülről a HUD reflexüvege lóg be

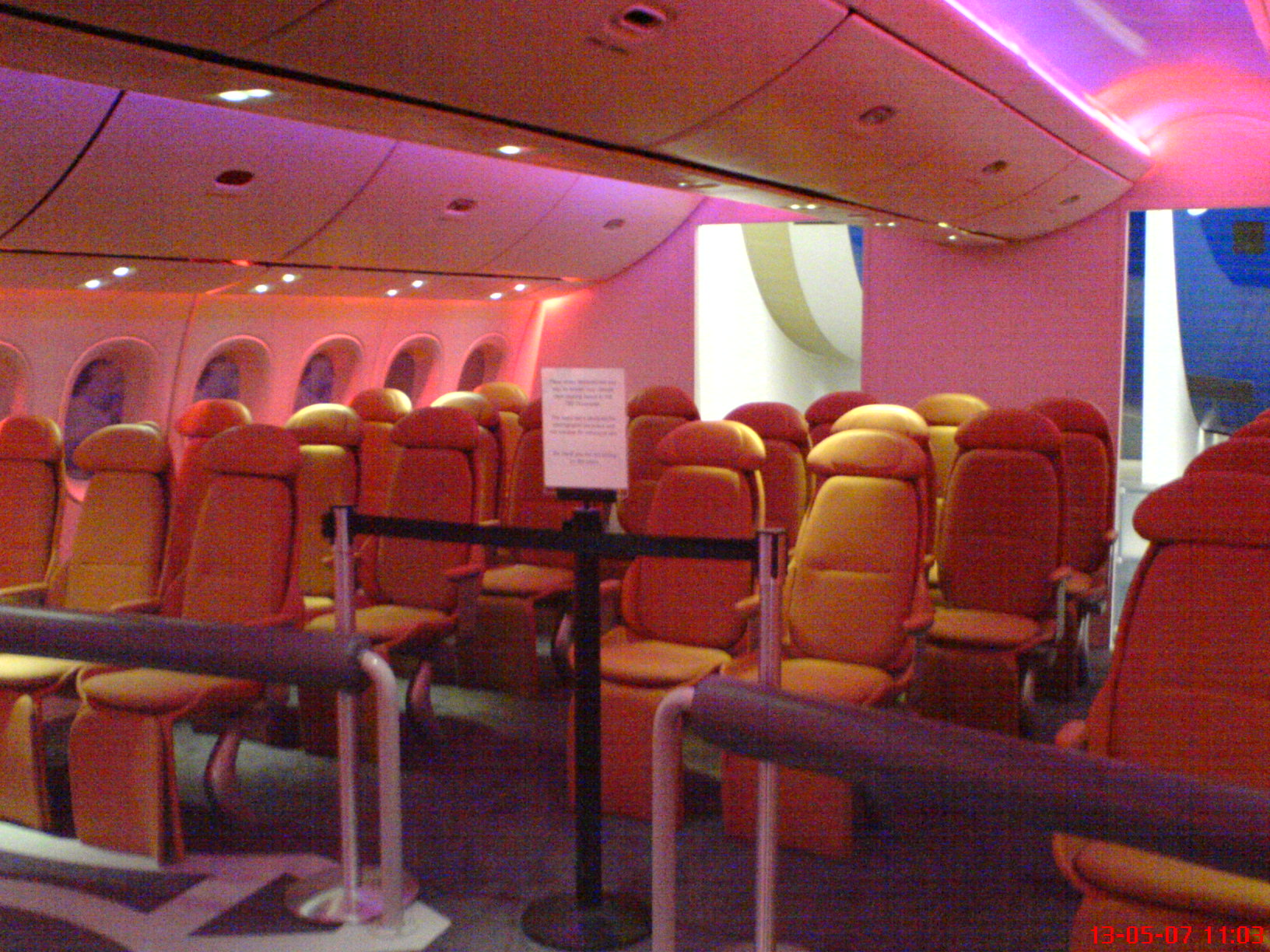
A Boeing 787 utaskabinjának makettje

- International Lease Finance Corporation (ILFC) 22 darab
- Japan Airlines 35 darab
- Jet Airways 10 darab
- Kenya Airways 9 darab
- Korean Air 10 darab
- LAN Airlines 32 darab
- LCAL (Low-Cost Aircraft Leasing) 15 darab
- LOT 8 darab
- Lufthansa 32 darab
- Nakash Group 2 darab
- Oman Air 6 darab
- Pegasus 6 darab
- Qantas 45 darab
- Qatar Airways 30 darab
- Royal Air Maroc 5 darab
- Royal Jordanian Airlines 8 darab
- S7 Airlines 15 darab
- Shanghai Airlines 9 darab
- Thai Airways 8 darab (787-8 6 darab, 787-9 2 darab)
- Travel Service 1 darab
- Uzbekistan Airways 2 darab
- Vietnam Airlines 4 darab
- Virgin Atlantic 15 darab